# Kostel svatého Mikuláše (Letonice)
Římskokatolický farní kostel svatého Mikuláše v Letonicích se nachází pod kopcem uprostřed hřbitova. Kostel je chráněn jako kulturní památka České republiky.
Kostel je poprvé zmiňovaný roku 1235. Přemysl – markrabě moravský – pozdější král Přemysl Otakar II. – dal tehdy půdu kolem Letonic za majetek klášteru panen augustiniánek v Doubravníku. Ten dal zde postavit kostel a dvůr. Ve věži je zvon z roku 1499. Barokní úprava kostela proběhla v 90. letech 17. století podle projektu italského stavitele Domenica Marrtinelliho. Stavba byla dokončena v roce 1699, podpůrná zeď a schodiště pak v roce 1703. Roku 1767 byla postavena nová věž, v roce 1943 byla zvětšena sakristie a přistavěna předsíň.
Jde o jednolodní kostel s odsazeným, rovně ukončeným kněžištěm, k jehož jižní zdi přiléhá čtyřboká sakristie. Loď má obdélný půdorys na boku s kaplemi a v ose západního průčelí hranolovou věž. Hlavní oltář pochází z poloviny 18. století, kazatelna je z roku 1856.